# Сан Виђилио (Болцано)
Сан Виђилио је насеље у Италији у округу Болцано, региону Трентино-Јужни Тирол.
Према процени из 2011. у насељу је живело 1446 становника. Насеље се налази на надморској висини од 1190 м.